# 여록과 보유
《여록과 보유》(Parerga and Paralipomena)는 아르투어 쇼펜하우어가 1851년에 출판한 책이다.  두 권으로 된 이 철학적 수상집은 직관과 인상(印象)이 분방 약동하는 그의 나이 30세 때의 주저 《의지와 표상으로서의 세계》의 주석이다. 1844년부터 6년간에 걸쳐 씌어진 것이었지만 당시 불우하여 무명(無名)에 가깝던 그는 그것을 출판해 줄 출판사를 찾는 데 애쓰지 않으면 안 되었다. 그러나 이 책이 출판되자 국내외에서 점차 주목을 끌게 되어 1854년에는 리하르트 바그너가 대악극(大樂劇) 《니벨룽겐의 반지》를 쇼펜하우어에게 바쳤고, 70세의 탄생일에는 유럽 각국에서 축사가 쇄도하게 되었다. 
인생과 자연에 대해서는 놀랄 만큼 박식하고(괴테도 탄복했다고 한다), 더욱이 신랄한 기지와 풍자에 넘친 명쾌한 서술은 읽는 사람의 흥미를 끌 뿐만 아니라 마음의 바닥까지 흔들어서 온갖 편견을 타파해 버린다. 그러나 이 책은 1848년 3월 혁명의 좌절에 의하여, 이상과 노력의 대상(代償)에 환멸을 느낄 수밖에 없었던 당시 유럽 지식인의 갈 곳 없는 심정이 나타나기도 한다. 